# Aleksandra Grygiel
Aleksandra Grygiel (ur. 22 kwietnia 1993) – polska judoczka.

## Kariera
Zawodniczka klubów: ULKS Ippon Jarocin (2006-2008), AZS-WSPiA Poznań (od 2009). Brązowa medalistka mistrzostw Polski seniorek 2015 w kategorii do 78 kg. Ponadto m.in. młodzieżowa mistrzyni Polski 2015.